# Bomba azul
«Bomba azul» es una canción compuesta e interpretada por el músico argentino Luis Alberto Spinetta, e incluida en su álbum como solista Pelusón of milk, editado en 1991. 
La versión del álbum está interpretada por Spinetta, con el acompañamiento de Juan Carlos "Mono" Fontana en teclados como músico invitado.

## Contexto
Spinetta venía de dos álbumes de estudio premiados como los mejores del año (Téster de violencia en 1988 y Don Lucero en 1989), un buen álbum en vivo (Exactas, 1990), un álbum recopilatorio (Piel de piel, 1990) y una clínica musical titulada El sonido primordial (1990) que fue editada como libro. Luego de semejante actividad, a la que se sumó haber recibido un shock eléctrico en un recital, Spinetta se apartó relativamente de los músicos de su banda y se refugió en el espacio privado de su familia.
En 1991 desapareció la Unión Soviética y el mundo comenzaba a transitar los primeros años de la década del '90, caracterizada por una mayor valoración social de lo privado -incluyendo el proceso de privatizaciones-, la riqueza y la fama, impulsada por un gran desarrollo de los medios de comunicación. "Aún quedan mil muros de Berlín" cantaría ese año en «Pies de atril».
Argentina por su parte dejaba atrás dos dramáticos brotes hiperinflacionarios en 1989 y 1990 que hundieron en la pobreza a la mayor parte de la población, a la vez que sucesivas leyes de impunidad dejaban en libertad a los criminales que habían cometido violaciones masivas de los derechos humanos en las décadas de 1970 y 1980.

## El álbum
Luego de un álbum "para pensar" como Téster de violencia y un álbum "para sentir" como Don Lucero, Spinetta tomó distancia de su banda y de las apariciones públicas, para concentrarse en su vida familiar, a la espera del bebé que gestaba su esposa. Pelusón of milk es resultado de esa introspección, que recuerda otros álbumes creados en circunstancias similares, como Artaud y Kamikaze.

Está más ligado a mi vida que era "esperándola a Vera", porque eso es Pelusón of milk. Esos temas fueron hechos en mi casa, con el embarazo de la mamá, esperando a la beba... Muchos temas de Pelusón of milk están hechos de mí para mí. Es el intento de armar un enorme patio interior.
Luis Alberto Spinetta

El álbum fue grabado entre junio y septiembre de 1991, en el estudio que Spinetta había instalado dos años antes en su casa de la calle Elcano al 3200, en el barrio de Colegiales.

## El tema
El tema es el octavo track (segundo del lado B) del álbum solista Pelusón of milk, un álbum introspectivo y centrado en lo familiar. Al presentar la canción en el recital realizado en el teatro California (luego renombrado teatro Municipal de Ñuñoa) de Santiago de Chile, la definió como "una canción muy dulce". La letra está relatada en tercera persona masculina del singular ("él ama esta piel de más") y aplica el color azul tanto para referirse a una manzana ("se concretó,
su amor de manzana azul en los labios"), como a la "bomba azul" que da título a la canción:

Bomba azul, con su dentellada herida
por su inspiración.
«Bomba azul»

El azul es un color que se reitera en las letras, tapas y contratapas de la obra de Spinetta («A estos hombres tristes», «Cometa azul», «Cantata de puentes amarillos», «Preciosa dama azul», «Tía Amanda», «Rasgar el alma», «Iris (canción)»). Su álbum de estudio anterior tenía en tapa un dibujo en tono azul hecho por él mismo, a la manera de un solo humanizado que representaba el don lucero, asimilado por Spinetta a una usina o una central eléctrica. En 1984 Spinetta reflexionaba sobre el color azul que había utilizado en «A estos hombres tristes» ("vive de azul, porque azul no tienes domingo"), en el primer álbum de Almendra:

Después de Submarino amarillo, el azul pasó a ser un color interdicto para la felicidad, pero eso no quita que sea un hermoso color, y poder decir que, teniendo un color, se podía quebrar ese domingo argentino tremendo.
Luis Alberto Spinetta

Spinetta por otra parte tenía un concepción "pictórica" de la poesía y la música, relacionada con un manejo de los contrastes, que iba más allá incluso del mero contraste de colores, para insertarlo en un marco más amplio de contrastes y dicotomías, como la de yin y el yang. Su álbum siguiente se titula Fuego gris, un contraste lírico y conceptual generado a partir de un objeto y un color, similar al de "bomba azul":

Trabajar con contrastes me resulta casi imprescindible. "Y siempre las cosas con su fuga contrastándose" («Amarilla flor», Madre en años luz) Ahí va... A lo mejor pensamos en los contrastes como lo hacía Van Gogh cuando decía que los colores tenían que provocarse entre sí... No hay sístole sin diástole, no hay pulso sin pausa, no hay cresta sin decadencia, como el universo.
Luis Alberto Spinetta, Martropía

La figura de la manzana, la dentellada y la mención al Edén evocan imágens bíblicas, de forma metafórica la canción hace referencia al primer amor.